# Richthofen (Band)
Richthofen waren eine 1997 von Andy Classen und Dirk Weiss gegründete Musikgruppe, die dem Bereich der Neuen Deutschen Härte zugeordnet wurden. Die Band veröffentlichte zwei Alben und löste sich 1999 wieder auf.

## Geschichte
Die Band Richthofen wurde 1997 von Andy Classen, ehemaliger Gitarrist der Thrash-Metal-Band Holy Moses, und Dirk Weiss von der Thrash-Metal-Band Warpath gegründet. Weiss und Classen kannten sich, da Warpath ihr Debüt-Album 1992 bei dem West Virginia-Label von Andi und Sabina Classen veröffentlicht hatten, Weiss war zudem an der Produktion des Holy-Moses-Albums Reborn Dogs beteiligt. Gemeinsam mit den Gastmusikern Sanjai Shah (Schlagzeug, Perkussion) und Gernot Leinert (Keyboard, Bass) von der Band sHIT for bRAINS, Alex Spiekermann (Schlagzeug), den beiden ehemaligen Gitarristen der Band Erosion Stefan Römhild und Michael Hankel sowie dem ehemaligen Hate-Squad-Bassisten Marco Schulz spielten sie das Debüt-Album Seelenwalzer ein, das am 26. Mai 1997 bei GUN Records veröffentlicht wurde. Das Album wurde mehr als 20.000 mal verkauft und die beiden Songs Worte des Fleisches und Blut der Pferde wurden als Single veröffentlicht. Auf der anschließenden Tour wurde die Band von Stefan Römhild, Michael Hankel und Marco Schulz unterstützt und spielten gemeinsam mit Die Krupps. Bevor die Band 1998 auch Kreator und Dimmu Borgir begleiten konnte, wurden die beiden Gitarristen durch Michael Schluseneck von Warpath und Martin Melms ausgetauscht, da es Konflikt über die Höhe der Gagen gab.
Andy Classen verließ die Band nach dem ersten Album und konzentrierte sich auf andere Projekte. Michi Schluseneck, Alex Spiekermann und Martin Melms wurden feste Bandmitglieder, hinzu kam der Bassist Jan David. Am 11. Januar 1999 veröffentlichte die Band in dieser Besetzung sowie gemeinsam mit den Gastmusiker Stefan Hinsch (Bass) und Peter Struckini das zweite Album Helden der Zeit, das sich auf Platz 88 der deutschen Charts platzieren konnte. Aus dem Album wurde die Single Hart am Wind veröffentlicht. Wenige Monate nach der Veröffentlichung löste sich die Band auf, unter anderem aufgrund des Drucks der Familie des deutschen Jagdfliegers Manfred von Richthofen, die eine Namensänderung erzwangen.
Michael Schluseneck spielte nach der Trennung bei der Band Niederschlag und später bei Endhammer. Die Niederschlag LP Mehr als Sterben wurde von Peter Struck produziert, der auch am Album Helden der Zeit mitarbeitete. Dirk „Digger“ Weiss wechselte zu der Band RoHoel und der Live-Gitarrist Michael Hankel wurde Mitglied von Classens alter Band Holy Moses.
2018 wurde die Band unter dem Namen SeelenWalzer von Andy Classen und Dirk Weiss, gemeinsam mit den damaligen Studiomusikern des Debütalbums Gernot Leinert, Sanjai Shah Hauschild (beide aktive Mitglieder von sHIT for bRAINS) wiederbelebt und veröffentlichte das Debüt-Album Totgeglaubt, inklusive der Single-Auskopplung Meeresblut, wofür man Andys Ex-Frau Sabina Hankel-Hirtz als Gastmusikerin gewann. 2019 folgte das zweite SeelenWalzer Album, eine neu aufgenommene Version des Richthofen Debüt-Album Seelenwalzer, bei den man für einige Songs Melodische Passagen des Filmes Schindlers Liste samplete.

## Namensgebung und Vorwürfe
Benannt wurde die Band von Weiss und Classen nach dem deutschen Jagdflieger Manfred von Richthofen. Dies führte jedoch zu Vorwürfen der Nähe der Band zur rechtsextremen Szene, die von den Musikern deutlich zurückgewiesen wurden. In einem Artikel im Metal Hammer äußerte sich Weiss 1999 dazu: „Jeder, der sich mit dem Namen Richthofen genau auseinandersetzt, weiß, daß der Jagdflieger Freiherr von Richthofen nichts mit der Nazi-Scheiße zu tun hatte. Er und sein kämpferisches Image wurden damals einfach von der Propaganda des Dritten Reiches ausgenutzt. Wir haben uns nichts dabei gedacht, als wir diesen Namen für unsere Band wählten. Er klang einfach gut. Punkt. Ich weiß allerdings, daß diese Einstellung etwas blauäugig war.“
Als die Band Weissglut, mit der die Tournee 1999 stattfinden sollte, wegen ihres Mitglieds Josef Maria Klumb ebenfalls mit dem Vorwurf einer rechten Band konfrontiert war, äußerte Weiss Bedenken darüber, ob sie wirklich mit Weissglut touren würden: „Um so sensibler gehen wir nun mit der Weissglut-Geschichte um. Wenn nicht alle Bedenken ausgeräumt werden können, suchen wir uns einen anderen Support. Egal ob aus der rechten oder linken Ecke, menschenverachtende Einstellungen werden wir nicht fördern.“ Auf der Tour trat die Band dann später mit den Bands Drecksau, Incubator und Path of Debris auf.

## Diskografie

### Studioalben
- 1997: Seelenwalzer (GUN Records[2])
- 1999: Helden der Zeit (GUN Records[11])
- 2018: Totgeglaubt (als SeelenWalzer, Massacre Records)

### Singles
- 1997: Worte des Fleisches
- 1997: Blut der Pferde
- 1999: Hart am Wind